# مغانجيق
مغانجيق هي قرية في مقاطعة مراغة، إيران. عدد سكان هذه القرية هو 1,877 في سنة 2006.